# Кукуруза Сергій Васильович
Сергі́й Васи́льович Кукуру́за (3 лютого 1906, село Привороття, тепер Подільське Кам'янець-Подільського району Хмельницької області — 26 вересня 1979, Кам'янець-Подільський) — український і казахський художник-графік. Член Спілки художників СРСР (1958). Заслужений вчитель Казахської РСР. Заслужений діяч мистецтв Казахської РСР.

## Біографія
Навчався у Приворотській церковнопарафіяльній і трудовій школах, з 1921 року в Кам'янець-Подільській художньо-промисловій школі, на робітничому факультеті. Був на комсомольській роботі. 1927 року призвано на військову службу. Навчався в Київському художньому інституті (нині НАОМА — Національна академія образотворчого мистецтва і архітектури), 1936 року перевівся в Московський художній інститут імені Василя Сурикова.
1940 року в Москві вийшло видання повісті Миколи Гоголя, ілюстроване малюнками Кукурузи. Цією роботою захистив диплом і здобув звання художника-графіка.
Після репресії жив з 1941 року в Актюбінську (Казахська РСР), викладав в Актюбінському педагогічному училищі. 1958 року став членом Спілки художників СРСР.
Від 1961 року щороку відвідував Кам'янець-Подільський, з'явилися цикли «Село Подільське», «Кам'янець-Подільський», «Поділля», «Архітектурні пам'ятники Поділля», «З літопису району», «До 30-річчя Перемоги». 1972 року переїхав у Кам'янець-Подільський. Того ж року деякий час викладав у Кам'янець-Подільській міській дитячій художній школі.
2008 року вийшов у світ альбом «Архітектурні пам'ятники Поділля», в якому представлено близько 40 ліногравюр Сергія Кукурузи.

## Електронні ресурси
- Гравюри Кукурузи на сайті письменника Миколи Білкуна
- Шашенок Денис. Архітектурні пам'ятки відобразив у гравюрах // 20 хвилин
- Архітектурні пам’ятники Поділля : альб. ліногравюр С. Кукурузи / Хмельниц. облдержадмін., Упр. культури, туризму і курортів Хмельниц. облдержадмін. – Хмельницький : Упр. культури, туризму і курортів Хмельниц. облдержадмін., 2007. – 44 с.

| українська персоналія | Це незавершена стаття про особу, що має стосунок до України. Ви можете допомогти проєкту, виправивши або дописавши її. |